# Nghể đầu
Nghể đầu hay còn gọi nghể hoa đầu (danh pháp khoa học: Persicaria capitata) là một loài thực vật có hoa trong họ Rau răm. Loài này được (Buch.-Ham. ex D.Don) H.Gross mô tả khoa học đầu tiên năm 1913.